# Mougué
Mougué är en ort i Burkina Faso.   Den ligger i regionen Sud-Ouest, i den sydvästra delen av landet, 270 km sydväst om huvudstaden Ouagadougou. Mougué ligger 286 meter över havet och antalet invånare är 1 396.
Terrängen runt Mougué är platt. Runt Mougué är det glesbefolkat, med 18 invånare per kvadratkilometer.. Mougué är det största samhället i trakten.
Omgivningarna runt Mougué är en mosaik av jordbruksmark och naturlig växtlighet.